# Udo Krauthausen
Friedrich August Carl Udo Krauthausen (* 16. November 1894 in Papenburg; † 10. Februar 1969 in Köln) war ein deutscher Jurist und Ministerialbeamter.

## Leben
Udo Krauthausen wurde als Sohn des Amtsgerichtsrates Paul Krauthausen (1856–1939) und seiner Frau Emmely geb. Hiller (1868–1941) geboren. Nach dem Abitur 1912 am Gymnasium in Köln studierte er Rechtswissenschaften an den Universitäten in Lausanne, München, Bonn und Berlin. Während seines Studiums, das er zwischen 1914 und 1918 aufgrund seiner Teilnahme am Ersten Weltkrieg unterbrechen musste, schloss er sich der katholischen Studentenverbindung Aenania München an.
Krauthausen bestand im Juni 1919 das Erste Juristische Staatsexamen und absolvierte danach seinen juristischen Vorbereitungsdienst, zunächst als Gerichtsreferendar in Köln, ab 1920 dann als Regierungsreferendar. 1921 wurde er an der Bonner Universität zum Doktor der Rechte promoviert. Im Anschluss an das Zweite Juristische Staatsexamen, das er im März 1922 ablegte, war er als Regierungsassessor bei den Regierungen in Trier und Köln tätig, zuletzt im Besatzungs- und Verkehrsdezernat. Von dort aus wechselte er 1923 zum Koblenzer Oberpräsidium, wo er als persönlicher Referent des Oberpräsidenten der Rheinprovinz, Johannes Fuchs, fungierte. Im Zuge der Rheinlandbesetzung wurde er von den Franzosen aus dem Rheinland ausgewiesen. Seinen Dienst übte er sodann vom Ausweichsitz der Bezirksregierung in Wetzlar aus.
Krauthausen war seit Februar 1924 als Regierungsrat beim Schuldezernat der Kölner Bezirksregierung tätig. Nach der Beförderung zum Oberregierungsrat im Dezember 1926 arbeitete er bei der Preußischen Bau- und Finanzdirektion in Berlin. Im April 1928 wechselte er als Ministerialrat ins Preußische Innenministerium, wo er ab 1931 die Kommunalabteilung und von 1932 bis 1933 gleichzeitig die Personalabteilung leitete. Daneben war er 1933 für Preußen stellvertretender Bevollmächtigter zum Reichsrat.
Im Zuge der Machtübernahme der Nationalsozialisten wurde Krauthausen im Januar 1933 von seinem Abteilungsleiterposten abberufen und zurückgestuft. Obwohl stattdessen zum stellvertretenden Leiter der Kommunalabteilung ernannt, wurde er bei der Vorbereitung der Deutschen Gemeindeordnung ausgeschlossen. Nach einer neuerlichen Rückstufung zum Referenten 1936 erfolgte 1937 die Beurlaubung und damit sein Ausscheiden aus dem Innenministerium. 
Krauthausen beantragte am 30. November 1937 die Aufnahme in die NSDAP und wurde rückwirkend zum 1. Mai desselben Jahres aufgenommen (Mitgliedsnummer 5.917.590). Er wurde zum Preußischen Oberverwaltungsgericht versetzt. Ab Dezember 1941 war er als Oberverwaltungsgerichtsrat Mitglied des Wasser- und Bodensenates beim Reichsverwaltungsgericht. Nach Ausbruch des Zweiten Weltkrieges wurde er 1939 beurlaubt und diente als Reserveoffizier bei der Luftnachrichtentruppe, zuletzt als Oberstleutnant und Kommandeur des Luftnachrichtenregimentes 51. Er geriet 1945 in US-amerikanische Gefangenschaft und wurde anschließend in britische Gefangenschaft überführt.
Nach seiner Entlassung aus der Kriegsgefangenschaft arbeitete Krauthausen ab Februar 1946 in der freien Wirtschaft und wurde bei einem Wirtschaftsprüfer in Dortmund beschäftigt. Ab 1948 übte er eine Tätigkeit beim Deutschen Städtetag in Köln und Bad Godesberg aus.
Auf Betreiben von Adolf Süsterhenn und durch Peter Altmeier veranlasst konnte er 1950 in den Verwaltungsdienst zurückkehren und wurde Beamter im Innenministerium des Landes Rheinland-Pfalz. Er wurde 1951 zum Ministerialdirigenten und 1952 zum Ministerialdirektor befördert. Vom 18. Mai 1951 bis zu seinem Eintritt in den Ruhestand am 28. Februar 1961 war er Stellvertreter der Innenminister Alois Zimmer und Otto van Volxem, ab 1956 in der Funktion eines Staatssekretärs.

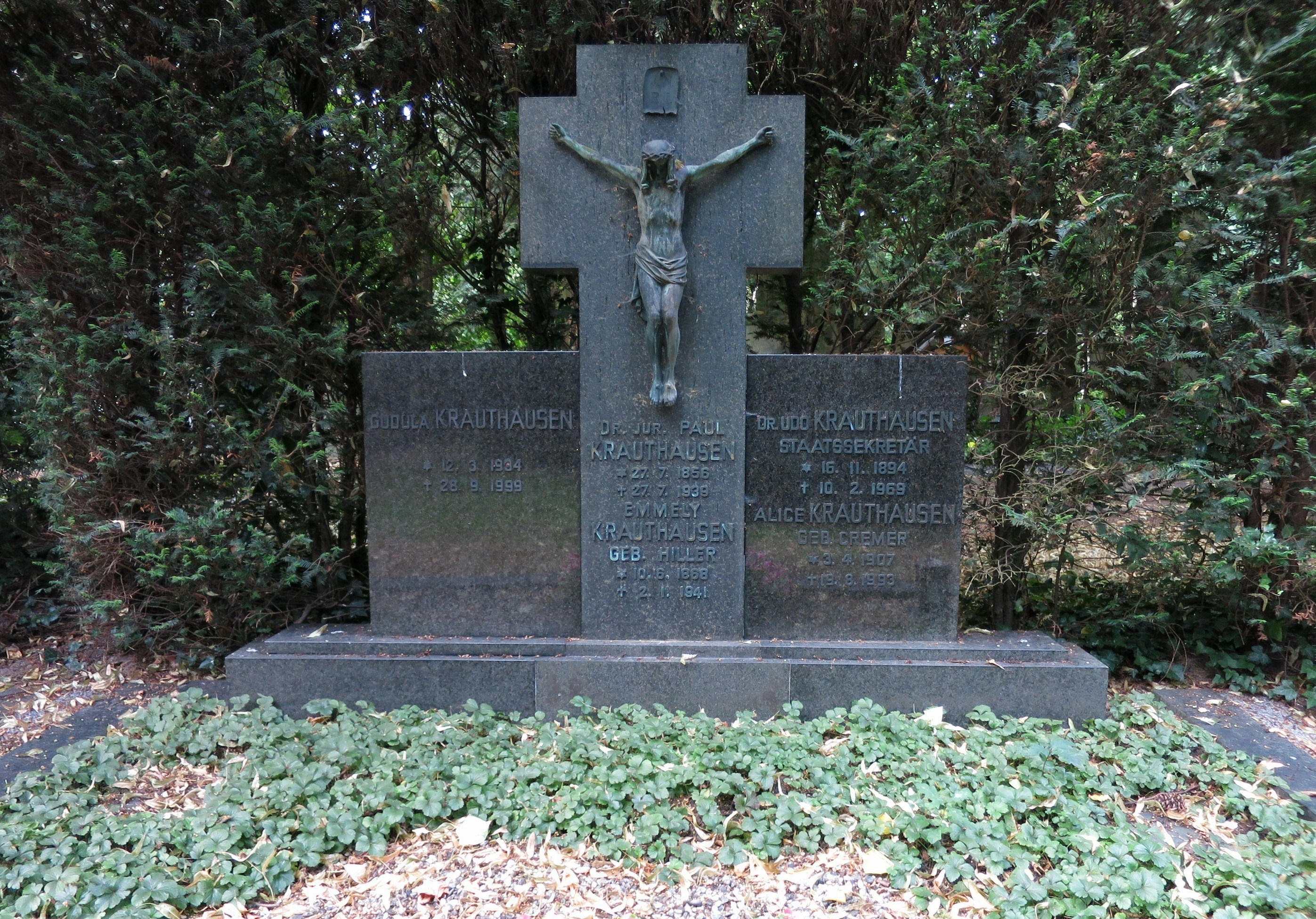
Grabstätte der Familie Krauthausen

Neben seiner Tätigkeit als Staatssekretär war er unter anderem Vorsitzender des Verwaltungsrates der Landesbank und Girozentrale Rheinland-Pfalz in Mainz sowie Präsident des Institut international des sciences administratives in Brüssel. Nach seiner Pensionierung wirkte er als Lehrbeauftragter für Verwaltungspraxis an der Johannes Gutenberg-Universität Mainz.
Udo Krauthausen war seit April 1932 mit Alice Cremer (1907–1993), einer Tochter des Unternehmers und Politikers Arnold Cremer, verheiratet und hatte zwei Kinder. Er verstarb 1969 im Alter von 74 Jahren und wurde im Familiengrab auf dem Kölner Friedhof Melaten (Flur 6 (Q)) beerdigt.